# Новопестерьово
Новопестерьо́во (рос. Новопестерёво) — село у складі Гур'євського округу Кемеровської області, Росія.

## Населення
Населення — 1056 осіб (2010; 1032 у 2002).
Національний склад (станом на 2002 рік):
- росіяни — 94 %